# スナッピー (犬)
スナッピー（朝: 스너피、2005年4月24日 - 2016年5月）とは、イヌ科として初めて体細胞クローニングによって生まれた犬。犬種はアフガン・ハウンド。スナッピーは成犬の耳から取られた皮膚細胞に由来するクローン胚から誕生した。クローニングは当時ソウル大学校獣医科大学の教授であった黄禹錫の研究室において行われ、李柄千が主要な貢献を行った。Snuppyの名はソウル大学校の略称SNUと子犬を意味するpuppyから作られた。

## 背景
哺乳類として最初のクローンである羊のドリーが1996年に誕生して以来、様々な動物のクローニングが実現されていった。2005年までにクローンが行われた動物としては猫、牛、ガウル、馬、マウス、ラバ、豚、ウサギ、ラットが挙げられる。しかしイヌ科の動物は独特な生殖機構を持つため実現が遅れていた。最初のクローン猫CCを作成したマーク・ウェストヒューズンらの試みは失敗に終わった。そんな中、ソウル大教授の黄禹錫（ファン・ウソク、황우석）は2005年4月に世界初のクローン犬を作成することに成功した。当時ペットクローニング事業で世界をリードしていたジェネティック・セービングス・アンド・クローン（GSAC）社は犬のクローン胎児を発生させるところまで成功させており（出産前に死亡）、同年中のクローン犬誕生が期待されていたが、黄に出し抜かれた形になった。GSAC社はこの時点で犬クローニングに1900万ドルの研究費を費やしていたが、成功を見ないまま2006年に倒産した。
黄によれば、犬クローン研究の目的は、制御された遺伝子を持つ疾病モデルを得ることや、幹細胞移植の研究に用いるためであった。この時期に共同研究者ジェラルド・シャッテンが語ったところによれば、黄らは犬クローニングを純粋に医療研究のために行っており、自然に反する方法でクローン犬を誕生させることやペットクローニングへの応用を目指していたわけではなかった。
黄は3歳のアフガン・ハウンドの耳から採取した組織を用いてクローン胚を作製した。123頭の代理母に対して計1,095個のクローン胚が移植され、3頭のみが妊娠に至った。そのうち生存したのはラブラドール・レトリーバーの代理母から帝王切開によって産まれた1匹のみであった。この個体にはスナッピー（Snuppy）という名が与えられた。これはSeoul National University（ソウル大の英語名）の略称SNUと「puppy（子犬）」の語を組み合わせたかばん語である。
生後、スナッピーはクローン犬同士を繁殖させる実験などに用いられたほか、韓国の生命科学研究の象徴として、科学館やバイオ産業エキスポで展示された。ソウル大の発表によればスナッピーは2016年5月に死亡した。死因は明らかにされていないが、10歳の寿命は犬として標準的な長さであった。

## 作成工程
犬は成熟した卵子を採取するのが困難なため、もっともクローニング困難な動物だと考えられていた。受精可能な卵子を採取できるのは年間わずか数週間の発情期のみで、その時期を予想する方法も知られていなかった。また卵子の成熟機構もほかの動物種と異なり、卵巣内で成熟する代わりに、早期に排卵されて卵管内を移動しながら48から72時間かけて成熟する。卵子を体外で成熟させるには困難が伴うため、成熟のタイミングを見計らって卵管腹腔口から卵子を抽出することを余儀なくされた。排卵時期と発情周期を予測するため、ドナーは常時モニタされていた。
クローン胚の作成には羊のドリーと同じSCNT法（Somatic cell nuclear transfer）が用いられた。成熟卵子から核を除去して成犬の細胞を代わりに埋め込み、電気刺激と化学反応によって細胞融合を誘起する。融合に成功した卵子を活性化させ、得られた胚をドナーの卵管もしくは子宮角に再度移植する。123頭のドナー兼代理母に対して1,095個の胚が移植され、そのうち3頭が妊娠した。着床に至った胚は、活性化後4時間以下の初期段階で移植されたものに限られた。クローン胎児の1匹は流産し、もう1匹は誕生後3週間で肺炎により死亡したため、スナッピーが唯一の成功例となった。スナッピーの妊娠期間（60日間）、出生体重（530 g）はいずれも標準的なものだった。14週齢のスナッピーは「元気いっぱいで健康な、普通のやんちゃな子犬」だと伝えられた。
1,095個の胚から最終的に2頭のクローン犬が誕生したことで成功率は0.2%以下となり、約10%だった牛や豚と比べて顕著に低かった。スナッピーのクローニングが成功するまで、3年近い研究期間にわたって15人のチームによる集中的な取り組みが必要であった。
黄らは遺伝子ドナーの犬種を選ぶのにも細心の注意を払った。共同研究者シャッテンによれば、アフガン・ハウンドが用いられたのは、他の犬種より遺伝子プロファイルが純粋であることから、同じ遺伝子を持つ個体を識別しやすいためだという。クローンは必ずしも外見的にオリジナルと似るとは限らないが、クローニングの成功を印象付けるため瓜二つな子犬を望んだのである。配慮が功を奏してか、誕生したスナッピーは遺伝子ドナーと酷似していると伝えられた（スナッピー、遺伝子ドナーおよび代理母の写真）。そのほか、アフガン・ハウンドが適度な体格と穏やかな性格を持ち扱いやすいことや、優美な外見も理由に挙げられた。スナッピー誕生の報道に対して、犬の知性に関する著作を持つスタンリー・コレンはアフガン・ハウンドが「知的とは言えないが、見た目は美しい」犬種だと述べ、クローニング支持者が外見を最重要視する傾向を批判した。

## 評価
スナッピーに関する短報は権威ある科学誌『ネイチャー』に掲載された。韓国の有力紙中央日報は、黄がヒトES細胞に関する報告を『サイエンス』誌に発表していたことを踏まえて、「（『ネイチャー』および『サイエンス』）双方が黄教授チームの研究成果を掲載するために競争しているというのだから、一方では誇らしい。」と社説で称賛した。『タイム』誌は2005年の「もっとも驚くべき発明」のトップにスナッピーを挙げ、「歴史を築いた子犬」と呼んだ。『タイム』誌は黄らのクローン技術を高く評価し、哺乳類のクローニングを行っている研究室が数多くある中で「卓越した存在」と評した。
一方で、成功率の低さから科学界の評価は必ずしも高いとは言えなかった。同じテーマに取り組んでいたウェストヒューズンは、成功率の低さを人海戦術でカバーしただけで目新しい手法ではないとコメントした。GSAC社の社長ルー・ホーソーンは、黄の研究を再現するには100万ドル以上の予算が必要だという試算を示した。また、黄が世界に先駆けて成功を収めた理由の一つとして、韓国では動物の卵子採取に関する規制が少なく、多数の卵子や代理母を確保できたことも指摘された。
米国の動物権利擁護団体は黄の活動について、人工的に卵子を操作される代理母はもちろん、遺伝的な欠陥を持って生まれる可能性があるクローンに対しても非人道的だという主張を行った。「あらゆる面で犬の境遇を改善する」ことをミッションとする団体ザ・ケネルクラブは、個体の複製が境遇の改善につながることはないという認識のもと、犬のクローニングという考えを全面的に批判した。
倫理的な観点からこの実験を批判した人物に、コロンビア大学で生命倫理学の修士プログラムを統括するロバート・クリッツマンがいる。クリッツマンによれば、黄の手法は人間さえもが「単なる細胞の塊と生物学的プロセス」に過ぎないのではないかという問いを突き付けてくる。羊のドリーを作成した発生学者イアン・ウィルムットはスナッピーの成功を受けて、正しい方法を見つければいかなる哺乳類もクローン可能だということが立証されたと述べ、ヒトクローンを禁止する枠組みを全世界で早急に確立するよう訴えた。黄自身もこの手法についてヒトクローンの現実化につながるものではないと述べている。

## 真正性への疑惑
2005年の終わりから2006年にかけて、黄が行った一連の反倫理行為への告発が行われた。初めに問題とされたのは、スナッピー以前に黄が発表していたヒトクローン胚の作成についての研究だった。黄が卵子提供者に対価を供与していたこと、部下の研究員から卵子の提供を受けていたことが相次いで報道された。これらは生命倫理規定への重大な違反であった。また後に、論文に添付されていた写真の説明に虚偽があったことと、幹細胞ラインとされた細胞のほとんどが実際にはクローンではなかったことが明らかになった。
これらの告発によりスナッピーの信憑性についても深刻な疑惑が持ち上がったが、黄は真正のクローンであるという主張を曲げなかった。黄は韓国のDNA研究所HumanPass Inc.に依頼してクローンであることを立証させたが、ソウル大の調査団は黄自身が依頼した検証結果を受け入れず、独自に調査を行った。さらに『ネイチャー』誌もアメリカ国立衛生研究所に検証を依頼したほか、ソウル大調査団に調査結果の公表を求めた。その結果、ヒトのクローンES細胞に関して不正行為があったことは間違いないものの、犬クローンに関する研究は正当なもので、スナッピーは確かにアフガン・ハウンド成犬のクローンであることが確かめられた。いずれにしても黄は研究ねつ造のため詐欺罪で起訴され、大学から解任された。
黄の離脱後、その教え子で犬クローンの主要貢献者だった李柄千（イ・ビョンチョン、이병천）が研究室を引き継いだ。黄のスキャンダルに伴い、部下だった李もねつ造と研究費横領の責任を免れなかったが、ソウル大は「クローン犬『スナッピー』研究成果と発展の可能性などを総合的に斟酌」して停職処分にとどめていた。

## 発展
2005年10月、李は世界で初めてハイイロオオカミのクローンを2頭作成し、それぞれ「スヌルフ」（Snuwolf）、「スヌルフィ」（Snuwolffy）と名付けた。この研究にも黄が関わっていたため厳しい疑いの目が向けられ、論文掲載の取り消しも検討されたが、ソウル大調査団により正しさが裏付けられた。李は様々な犬種のクローンやトランスジェニックを次々に作成し、2009年には卵子100個あたり3匹の成功率に達していた。
2006年7月、ソウル大の研究チームは「スナッピーの配偶者になるめすのクローン犬」を作成したことを明らかにした。すべて犬種はアフガン・ハウンドで、初めに生まれた2匹はそれぞれボナ、ピースと名付けられた。2008年、スナッピーとボナおよびピースとの間に人工授精によって10匹の子犬が誕生し、うち9匹が生存した。これは知られている限り初めて行われたイヌ科クローン間の繁殖であり、クローン犬に健全な生殖能力があることを立証するものだった。この成果は論文として検証を受ける前に一般マスコミに公表されたため、黄事件の再発をおそれるソウル大によって注意を受けた。誕生した子犬たちは一般の応募者に分け与えられた。

李はイヌ科クローンの繁殖技術を応用すれば、訓練開始前に不妊手術を受けるのが一般的な使役犬（麻薬探知犬や盲導犬など）に子孫を残させることができると主張した。2009年7月、韓国関税庁は李が作成したクローン犬を世界で初めて探知犬の任務に就けた。探知犬として実績のあるラブラドール・レトリーバーから遺伝子供与を受けた6頭のクローン集団で、グループ全体として「トッピー」（Tomorrow + puppy）という愛称がつけられた。仁川空港で働く探知犬の訓練成功率は30%に過ぎないが、これらのクローン犬は全頭が訓練をパスしたとされている。訓練費用は1頭当たり4万ドルであるのに対し、クローンの作成にかかる費用が1頭当たり10万から15万ドルであったことから、将来的にクローンの使用によりコストを削減することが可能だと考えられている。
2008年には日本で活躍したガン探知犬マリーンのクローンが李およびRNLバイオによって作成された。

## 商業化をめぐる争い
2009年末の時点でも、世界で犬クローンを作成できるのは李柄千と野に下った黄禹錫の2人だけであった。李を擁するソウル大は、スナッピーのクローニング手法の特許権を持っていると主張して、民間のペットクローン会社RNLバイオに専用実施権を与える契約を結んだ。黄禹錫はその競合会社である米国のバイオアーツ・インターナショナルと提携を結び、特許権の所有をめぐる法廷闘争を引き起こした。バイオアーツは羊のドリーに用いられたクローニング手法の特許を有する米スタート・ライセシング社から犬クローンの独占権を得たと主張していた。ソウル大は体細胞ではなく成体幹細胞に基づくクローニング手法を確立し、ドリーの手法とは異なる独自技術とみなしていたため、スタート社と対立した。スタート社はRNLバイオを権利侵害で告訴したが、判決を待つまでもなく、バイオアーツは2009年9月に犬クローン事業から撤退し、理由の一つにライセンス問題を挙げた。RNLは2008年8月から商用クローニングを開始したものの、2013年に経営不振に陥った。
黄は民間の後援者を得て2006年にスアム生命工学研究院を設立し、ドリー特許を所有しているバイアジェン社からライセンスを受けて研究を継続した。20人ほどのソウル大研究員も追随した。RNLバイオはソウル大から受けた独占権を盾に取って黄の活動を差し止めようとしたが、2009年8月に法廷で黄の技術の独自性が認められた。黄は絶滅危惧種などのクローンを精力的に作成する一方、ペットを亡くした飼い主に10万ドルの費用でクローンを提供するサービスを展開した。黄は今なおクローン技術で医学を発展させる目標を捨てておらず、ペットクローニングは資金確保のための方便に過ぎないと語った。スアム研究院は2015年までに700頭の犬をクローニングしたとされており、2016年にはさまざまな種のクローン胚を毎日約500個ずつ生産することが可能になっている。